# Croton spica
Espèce
Croton spica est une espèce de plantes à fleurs du genre Croton et de la famille des Euphorbiaceae, présente au Brésil.
Il a pour synonymes :
- Croton chapadensis, Müll.Arg., 1873
- Croton spicatus, St.-Lag., 1880
- Oxydectes chapadensis, (Müll.Arg.) Kuntze
- Oxydectes spica, (Baill.) Kuntze